# كورتيس فاولر (لاعب كرة قدم أمريكية)
كورتيس فاولر (بالإنجليزية: Curtis Fuller)‏ هو لاعب كرة قدم أمريكية أمريكي، ولد في 25 يوليو 1978 في فورت وورث في الولايات المتحدة.

## وصلات خارجية
- كورتيس فاولر على موقع مرجع كرة القدم المحترفة.كوم (الإنجليزية)